# Schönberg (Steigerwald)
Der Schönberg ist ein 463 m ü. NHN hoher Berg im Steigerwald. Er liegt im östlichen Teil des Landkreises Kitzingen in Unterfranken.

## Geographische Lage
Der Schönberg liegt im westlichen Teil des Steigerwalds. Er liegt etwa vier Kilometer östlich von der Ortschaft Abtswind und circa zwei Kilometer nordwestlich von Rehweiler. Der Berg ragt ähnlich wie der Friedrichsberg und Schwanberg vom vorgelagerten Mainfranken hervor. Dadurch wirkt der Berg vor allem von der Westseite sehr markant. Den Berg erreicht man über die Straße KT 15.